# Row, Row, Row
Row, Row, Row ist ein Popsong, den James V. Monaco (Musik) und William Jerome (Text) verfassten und 1912 veröffentlichten.

## Hintergrund

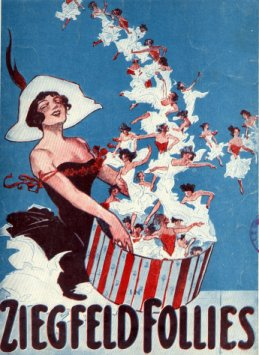
Plakat der Ziegfeld Follies of 1912

Das Tin Pan Alley Songwriter-Team Monaco und Jerome schrieb Row, Row, Row als Show Tune für die Ziegfeld Follies of 1912, die am 21. Oktober 1912 Premiere hatte. Vorgestellt wurde der Song von Elizabeth Price.
Die ersten Strophen des Songs lauten:
Young Johnnie Jones, he had a cute little boat,

And all the girlies he would take for a float;

He had girlies on the shore,

Sweet little peaches by the score.

## Erste Aufnahmen und spätere Coverversionen
Zu den Musikern, die den Song ab 1912 coverten, gehörten Arthur Collins und Byron G. Harlan (Edison 50105-L), das American Quartet (Victor 17295) und Ada Jones (1913). Der Diskograf Tom Lord listet im Bereich des Jazz insgesamt 22 (Stand 2015) Coverversionen, u. a. von Dick Robertson, Mitchell Ayres, Red Nichols, Ray Colignon, Dick Hyman, Jack Constanzo, Bob Scobey, Julie London/Jimmy Rowles, Bobby Darin, Pearl Bailey, Al Hirt, Turk Murphy und Stix Hooper. Debbie Reynolds und Carleton Carpenter interpretierten Row, Row, Row in dem Spielfilm Two Weeks with Love (1950). Row, Row, Row fand auch Verwendung in The Story of Vernon and Irene Castle (1937) und The Eddie Cantor Story (1953). Auch der Old-Time-Musiker Lowe Stokes coverte den Song.